# Petros Brailas-Armenis

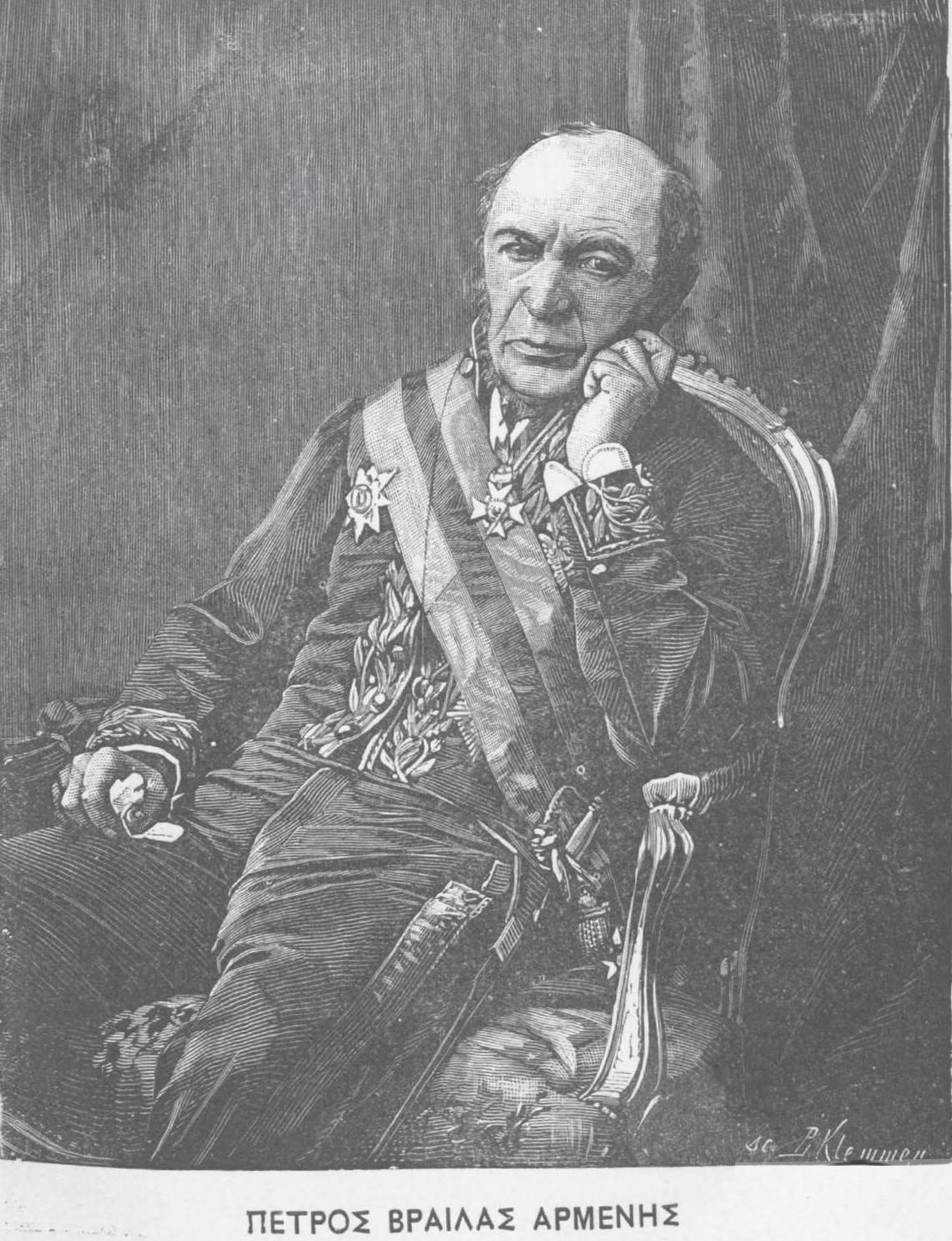
Zeitgenössischer Stich

Petros Brailas-Armenis (griechisch Πέτρος Βράϊλας-Ἀρμένης, * 1812 auf Korfu; † 1884 London) war ein griechischer Philosoph des 19. Jahrhunderts.
Brailas-Armenis studierte in Paris Rechtswissenschaften und Philosophie u. a. bei Victor Cousin und gründete nach seiner Rückkehr nach Korfu eine gemäßigte politische Partei. Er wurde Präsident der Reading Society of Corfu (Anagnostiki Eteria Kerkyras) und Senator im Parlament. 1849 gründete er in Korfu die auf Griechisch und Französisch erscheinende Wochenzeitung Patris (Vaterland), die das politische Lager der Reformer vertrat. 1854 übernahm er eine Professur für Philosophie an der Ionischen Akademie.
Nach Beitritt der Republik der Ionischen Inseln zu dem Königreich Griechenland wurde er 1867 dessen Botschafter in London und Parlamentsabgeordneter für Korfu im griechischen Parlament. Zusammen mit Theodoros Deligiannis vertrat er Griechenland auf dem Berliner Kongress.

## Werk
Er schrieb zahlreiche Schriften über die Ontologie, Naturphilosophie und Immanuel Kant. Als Eklektiker äußerte er sich kritisch über Hegels „Pantheismus“.
- Peri psychis, Theon kai ēthiku nomu Diatribai, 1879